# Chemins de fer Ottomans d'Anatolie
Lo Chemins de fer Ottomans d'Anatolie (in italiano Ferrovie ottomane d'Anatolia o Ferrovia Anatolica, in turco Osmanlı Anadolu Demiryolları, abbreviato in CFOA), è stata una compagnia ferroviaria che operava nell'Impero ottomano. La società venne fondata il 4 ottobre 1888 e aveva sede a Istanbul (all'epoca chiamata Costantinopoli).
Lo CFOA era la ferrovia più trafficata dell'Impero ottomano ed era una delle due ferrovie che operavano a Istanbul, insieme allo Chemins de fer Orientaux. La ferrovia di Baghdad (İstanbul-Aleppo-Baghdad) era collegata allo CFOA a Konya per consentire il trasporto ferroviario da Istanbul al Medio Oriente, sebbene venne completata non prima del 1940. Lo CFOA serviva le principali città come Istanbul, İzmit, Adapazar, Bilecik, Eskişehir, Ankara, Kütahya e Konya. La ferrovia gestiva anche il porto di Haydarpaşa e il porto di Derince.
La ferrovia era una consociata interamente controllata della Société du Chemin de fer Ottoman d'Anatolie, creata l'8 ottobre 1888 dalla Deutsche Bank per la sua gestione.

## Storia

### Ferrovie del governo ottomano (1871-1888)

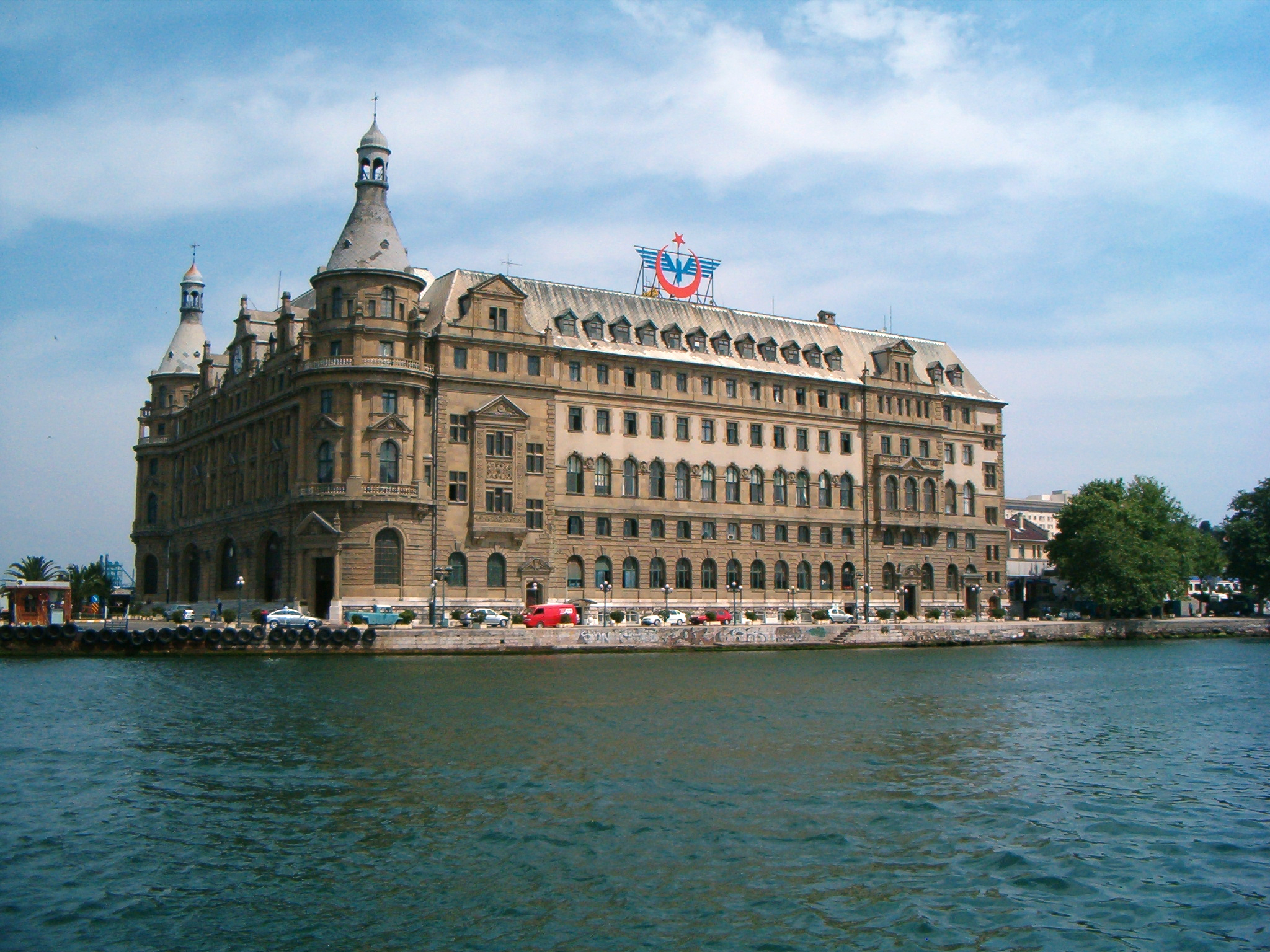
La stazione ferroviaria più famosa della Turchia, la stazione di Haydarpaşa, è stata costruita e gestita dallo CFOA.

Il governo ottomano, sotto il regno del sultano Abdul Aziz, iniziò a costruire la ferrovia a scartamento standard di 1,435 mm sul lato asiatico di Istanbul, da Haydarpaşa a Pendik nel 1871. La linea venne aperta il 22 settembre 1872. La ferrovia fu estesa a Gebze, con la sua apertura il 1º gennaio 1873. Nell'agosto 1873 la ferrovia venne aperta a İzmit per servire l'area popolata lungo il Mar di Marmara. La ferrovia doveva in seguito essere estesa ad Ankara e alla Mesopotamia. La linea si dimostrò difficile da gestire e di conseguenza nel 1880 la quota del 60% della proprietà fu trasferita a una società britannica. Nello stesso anno fu costruita un'estensione di 52,1 km (32,4 mi) a scartamento ridotto per Adapazarı. (1,067 mm). La compagnia non poteva finanziare il prolungamento della linea fino ad Ankara, e pertanto la compagnia formò un sindacato anglo-americano sotto la guida di Sir Vincent Caillard per il completamento della linea. Ciononostante il sindacato non riuscì a raccogliere il denaro necessario per completare la linea, ragion per cui la società si ritirò.

### Chemins de Fer Ottoman d'Anatolie (1888-1927)

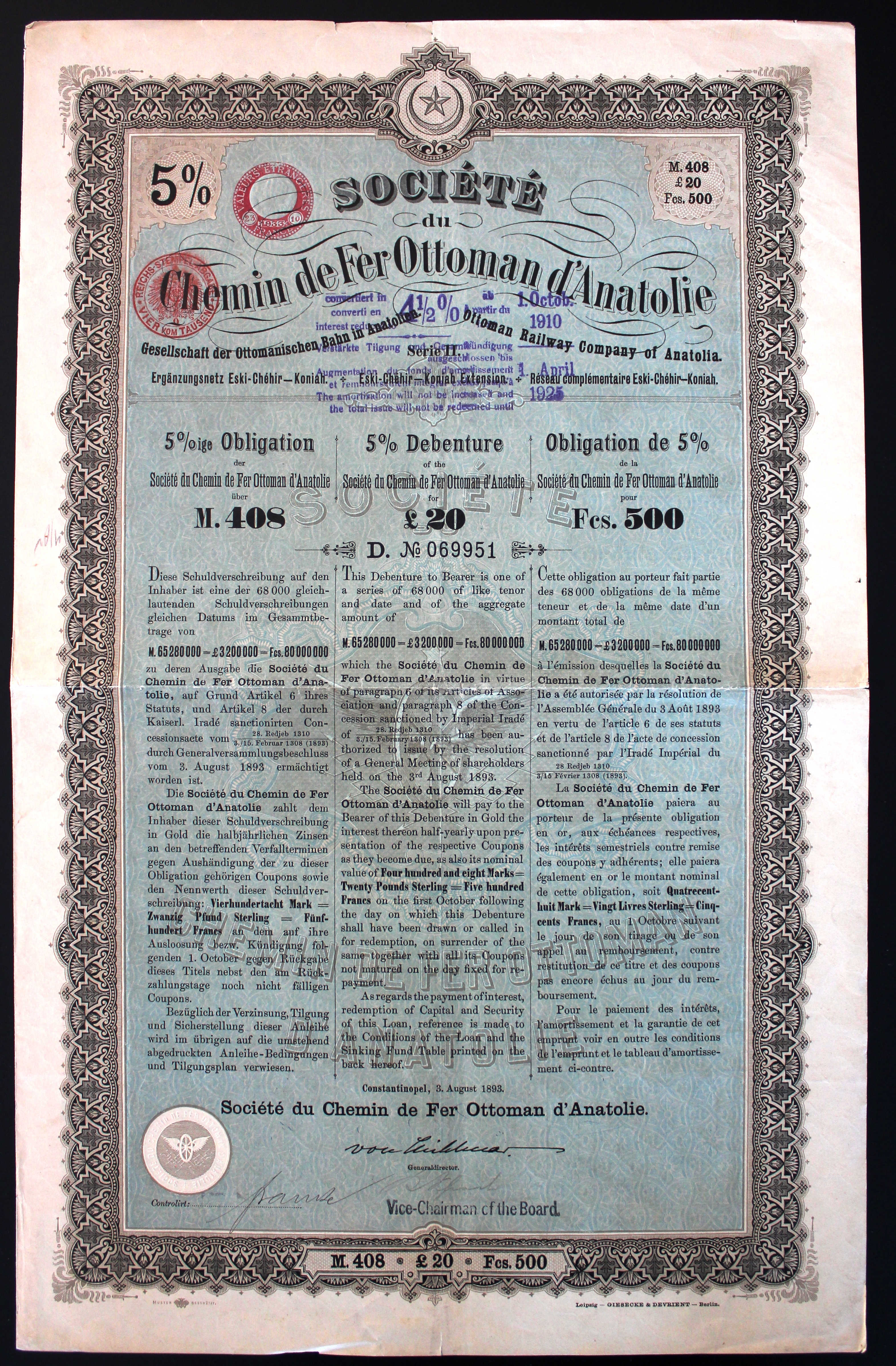
Titolo della Soc. du Chemin de Fer Ottoman d'Anatolie, emesso 3. agosto 1893; i proventi di questo titolo sono stati utilizzati per la costruzione dell'estensione Eskişehir-Konya.

Con la costruzione della linea per Ankara rimasta in sospesa, il governo ottomano cercò una nuova compagnia per costruire la linea. Georg von Siemens, l'amministratore delegato della Deutsche Bank venne informato del progetto, così come Alfred von Kaulla, che si trovava a Istanbul per gestire l'esportazione del fucile Mauser all'esercito ottomano. Dopo alcune tensioni, la Deutsche Bank vinse la concessione per costruire la linea. La concessione originale era di 99 anni, che in seguito divennero 114 anni per eguagliare la ferrovia di Baghdad. La Deutsche Bank creò una società sussidiaria, la Société du Chemin de fer Ottoman d'Anatolie, che fu creata il 4 ottobre 1888 come società madre della ferrovia. Lo CFOA subappaltò la costruzione della linea a Philipp Holzmann, iniziò a costruire la linea per Ankara nel maggio 1889, completò la linea per Arifye nel 1890 e l'aprì il 1º settembre 1891. La linea fu aperta ad Ankara il 31 dicembre 1892. Nel 1893 il governo ottomano diede allo CFOA una concessione per costruire una linea da Eskişehir a Konya. La linea doveva diramarsi dalla linea principale Istanbul-Ankara a Eskişehir, verso Alayunt, Afyon, Akşehir e Konya. Doveva anche essere costruita una diramazione da Alayunt a Kütahya. La linea fu aperta ad Alayunt e Kütahya il 30 dicembre 1894. Lo CFOA aprì la linea per Afyon il 4 agosto 1895 e Konya il 25 luglio 1896. Nel 1899, lo CFOA ottenne un'altra concessione per costruire una linea a Bolu e poi a İsmetpaşa; iniziò la costruzione e il 1º novembre 1899 aprì una diramazione di 3,2 km (2,0 mi) da Arifye ad Adapazarı. Tuttavia, i binari non raggiunsero mai Bolu. Nel 1904 fu incorporata la ferrovia di Baghdad per continuare la linea da Konya, attraverso Adana e Aleppo, fino a Baghdad. Ciò avrebbe fornito un collegamento ferroviario diretto tra Istanbul e Baghdad. Tuttavia la prima guerra mondiale fermò la costruzione della linea. L'Impero ottomano si unì alle potenze centrali contro le potenze alleate. Le ferrovie di proprietà non tedesca nell'Impero furono poste sotto l'amministrazione militare turca, ma lo CFOA, essendo per lo più di proprietà tedesca, non venne influenzato tranne per il traffico passeggeri civile che fu sospeso. Esso svolse un ruolo fondamentale nel trasporto di materiale bellico ai fronti in Palestina e Mesopotamia, con la Germania che riforniva un gran numero di locomotive e carri. Dopo la fine della guerra e la dissoluzione dell'Impero ottomano, lo CFOA passò sotto il controllo militare britannico. Il 22 febbraio 1920 le autorità britanniche cedettero il controllo della maggior parte della ferrovia al governo nazionalista turco di Atatürk ad Ankara, ma nel 1921 la maggior parte della linea fu persa dai nazionalisti a favore delle forze greche. Dopo la sconfitta greca a Sakarya, essi distrussero gran parte delle infrastrutture ferroviarie mentre si ritiravano verso la costa. Lo CFOA passò sotto il pieno controllo turco nel settembre 1923 e la guerra contro la Grecia terminò un mese dopo. Nonostante avesse il controllo, il governo turco non era il proprietario legale dello CFOA poiché la società aveva sede in Svizzera, un paese che rimase neutrale durante guerra. Il 3 marzo 1924 fu creato lo Chemins de fer d'Anatolie Baghdad per gestire le linee dello CFOA fino a quando il governo turco non nazionalizzò la linea. Lo CFOA fu assorbito completamente dal CFAB, e in seguito dal TCDD il 1º giugno 1927.

## Operazioni

### Servizio passeggeri
Lo CFOA gestiva molti treni passeggeri sulle proprie linee. La sua linea principale era tra Istanbul e Izmit. Lo CFOA adoperò anche il primo treno passeggeri tra Istanbul e Ankara; questo era un treno giornaliero entrato in servizio nel 1892. Le locomotive a vapore più comuni per i treni passeggeri appartenevano alla classe 33001.

### Servizio di trasporto
L'attività principale dello CFOA riguardava i treni merci. Lo CFOA si concentrò principalmente sul trasporto di grani dall'Anatolia centrale ai porti di Istanbul e svolse anche un ruolo importante nella costruzione della ferrovia di Baghdad, trasportando merci da Istanbul a Konya per aiutare la realizzazione dei binari. Il CFOA possedeva e gestiva 2 porti principali: il porto di Haydarpaşa e il porto di Derince. La maggior parte dei treni merci caricava o scaricava in questi porti.

### Porti
Lo CFOA gestiva i porti insieme alle ferrovie. Il suo porto principale era il porto di Haydarpaşa a Istanbul. Questo porto esportava la maggior parte delle merci trasportate dalla ferrovia. Con il pesante utilizzo del porto, l'attrezzatura non era sufficiente per supportare il traffico. Lo CFOA ebbe difficoltà ad ampliare il porto, così nel 1897 la ferrovia costruì un nuovo porto a Derince vicino İzmit. Esso aveva un silo per l'esportazione del grano dall'Anatolia centrale. Il porto di Haydarpaşa fu finalmente ampliato nel 1899. Le Ferrovie di Stato Turche acquisirono i porti nel 1927.

## Sequenza temporale
- 1871 - Inizia la costruzione di una linea ferroviaria da Kadıköy a Pendik, a Istanbul.
- 1872 - La ferrovia da Kadıköy a Pendik viene completata e inaugurata il 22 settembre.
- 1873
  - 1º gennaio - La ferrovia viene estesa a Gebze
  - 1º agosto - La ferrovia è completata per İzmit
- 1880 - Una società britannica inizia a finanziare la ferrovia e viene rilevata dal governo ottomano.
- 1888 - La costruzione della ferrovia viene trasferita alla Deutsche Bank per realizzare la linea per Ankara.
- 1890 - La sezione İzmit - Arifye viene completata.
- 1891 - La ferrovia apre ad Arifye il 1º settembre.
- 1892 - Viene completata la ferrovia per Ankara e inaugurata il 31 dicembre.
- 1893 - Viene assegnata una concessione per costruire una diramazione da Eskişehir a Konya.
- 1894 - Le filiali di Eskişehir - Alayunt e Alayunt - Kütahya vengono completate e aperte il 30 dicembre.
- 1895 - Viene aperta la sezione Alayunt - Afyon.
- 1896 - La ferrovia per Konya viene completata e inaugurata il 29 luglio.
- 1897 - Viene inaugurato il porto di Derince.
- 1899 - Viene aperta la filiale di Arifye ad Adapazarı.
- 1914 - Inizia la prima guerra mondiale.
- 1918 - Termina la prima guerra mondiale, gli Alleati iniziano ad occupare l'Anatolia; il CFOA è messo sotto il controllo militare britannico.
- 1920 - I nazionalisti turchi prendono il controllo della porzione di linea Ankara - Konya e iniziano a usarla contro l'esercito greco, durante la guerra greco-turca.
- 1923 - Viene firmato il Trattato di Losanna, gli alleati sono costretti a lasciare l'Anatolia, la ferrovia viene restituita alla Turchia.
- 1924 - Viene creata la holding Chemins de fer d'Anatolie Baghdad per la gestione della ferrovia.
- 1927 - Lo CFOA viene ufficialmente assorbito dalle Ferrovie dello Stato Turche.

## Stazione ferroviaria

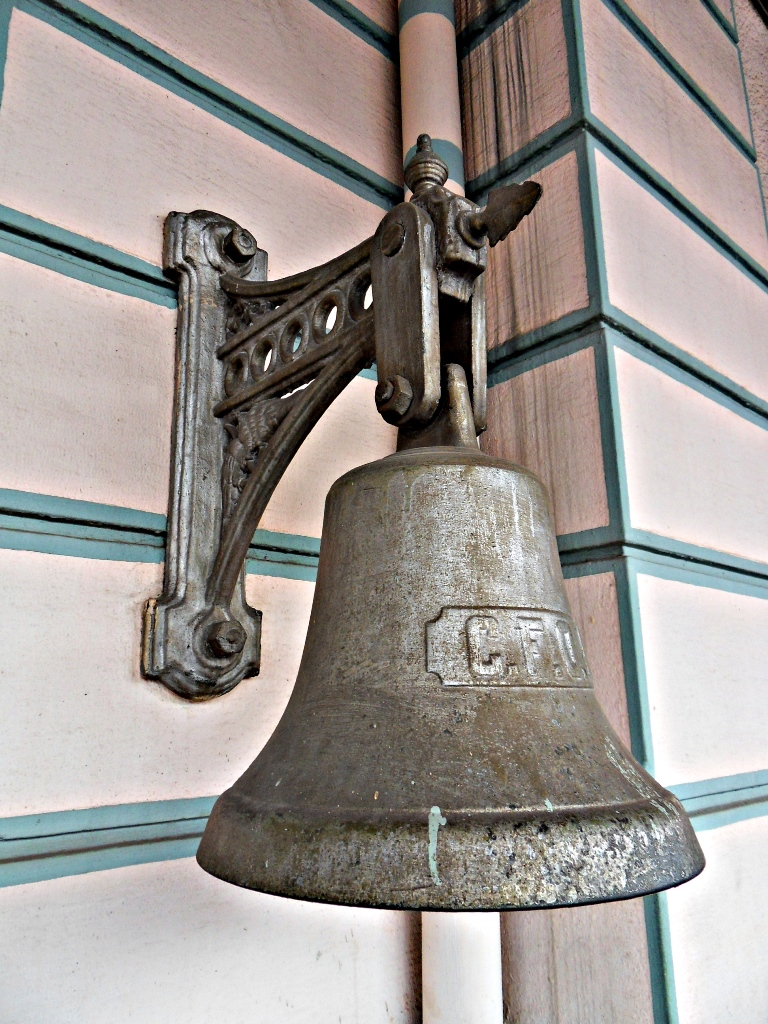
Campana dello CFOA nella stazione ferroviaria di Bostancı.

Lo Chemins de fer Ottomans d'Anatolie possedette molte stazioni ferroviarie. Le principali stazioni degne di nota sono:
- Stazione di Haydarpaşa, Istanbul
- Stazione di İzmit, İzmit
- Stazione di Adapazarı, Adapazarıı
- Stazione di Bilecik, Bilecik
- Stazione di Eskişehir, Eskişehir
- Stazione di Ankara, Ankara
- Stazione di Kütahya, Kütahya
- Stazione di Konya, Konya